# Vachellia gladiata
Vachellia gladiata là một loài thực vật có hoa trong họ Đậu. Loài này được (Saff. (pro sp.)) Seigler & Ebinger mô tả khoa học đầu tiên năm 2005.